# Наварро, Хосе
Хосе Наварро (англ. Jose Navarro; 7 июня 1981, Лос-Анджелес, Калифорния, США — американский боксёр-профессионал 2-й наилегчайшей весовой категории. Член сборной США по боксу на Олимпийских играх в Сиднее 2000 года в наилегчайшем весе.

## 2001—2007
Дебютировал в январе 2001 года.
В январе 2005 года в Японии встретился с чемпионом мира во 2-м наилегчайшем весе по версии WBC — японцем Кавасимой Кацусиге. По итогам 12 раундов двое судей отдали победу японцу, а один — американцу со счетом 120-109. Разразился скандал. Эксперты сочли, что Наварро обокрали судьи.
В феврале 2006 года Наваро вновь в Японии встретился с чемпионом мира во 2-м наилегчайшем весе по версии WBC — японцем Масамори Токуямой. Масамори победил по очкам.
В октябре 2007 года Наварро встретился в Москве с Дмитрием Кирилловым. На кону стоял вакантный титул чемпиона мира в наилегчайшем весе по версии IBF, оставленный Луисом Альберто Пересом, который поднялся на категорию выше. В упорном поединке Кириллов победил по очкам и стал чемпионом.

## 2008-02-16Кристиан Михарес -Хосе Наварро
- Место проведения:  ЭмДжиЭм Гранд, Лас-Вегас, Невада, США
- Результат: Победа Михареса раздельным решением в 12-раундовом бою
- Статус: Чемпионский бой за титул WBC во 2-м наилегчайшем весе (5-я защита Михареса)
- Рефери: Расселл Мора
- Счет судей: Крис Уилсон (115-113 Михарес), Даг Таккер (108-120 Наварро), Адалейд Бёрд (117-111 Михарес)
- Вес: Михарес 52,20 кг; Наварро 52,20 кг
- Трансляция: HBO PPV
- Счёт неофициального судьи: Харольд Ледерман (116-112 Михарес)

В феврале 2008 года состоялся бой между Хосе Наварро и чемпионом мира во 2-м наилегчайшем весе по версии WBC Кристианом Михаресом. Наварро больше бил, но Михарес чаще попадал, это и предопределило победителя. Наварро получил рассечение над правым глазом, из-за чего рефери несколько раз прерывал поединок и отводил боксёра на осмотр к врачу. По итогам 12 раундов мнения судей разделились: двое сочли победителем чемпиона, а судья Даг Таккер отдал все 12 раундов претенденту. Комментаторы HBO Ларри Мерчант и Джим Лэмпли были шокированы оценками Дага Таккера. Мерчант сразу же вспомнил схожий случай в Токио с Наварро, где также один судья отдал почти все раунды претенденту, а двое других сочли победителем чемпиона. Поединок проходил в рамках организованного телеканалом HBO шоу, главным событием которого был 2-й бой между Келли Павликом и Джерменом Тейлором.